# Антиох II Теос
Антиох II Теос (на гръцки: Αντίοχος Β' Θεός), означаващо „Божествен“, е владетел от династията на Селевкидите, син на Антиох I Сотер управлявал от 261 пр.н.е. до 246 пр.н.е..
След като Антиох I екзекутира най-големия си син Селевк заради подозрение в измяна, Антиох II става престолонаследник и идва на трона през 261 пр.н.е. Прозвището „Божествен“ получава от гражданите на Милет, след като ги освобождава от тиранията на Тимарх през 259 пр.н.е.
В 260 пр.н.е. започва т.нар. Втора сирийска война (260–253 пр.н.е.) между Антиох II Теос и Птолемей II в Мала Азия. Селевкидската монархия получава известни териториални придобивки.
Междувременно селевкидското присъствие в Централна Азия е отслабено, а около 255 пр.н.е. сатрапите на Партия и Бактрия вдигат бунт и се отделят от империята на Селевкидите, в резултат на което положението по източните граници става критично. Плутарх предава, че по това време Антиох II се отдава на пиянски банкети и скандални връзки с младежи.
След като е принуден да доведе докрай войната с Птолемеите, Антиох II сключва мир в 253 пр.н.е. и се развежда с първата си жена Лаодика I, за да се ожени за Береника Млада, дъщерята на египетския цар Птолемей II.
След като Лаодика губи царската си титла, тя се оттегля в западна Мала Азия. През 246 пр.н.е. Антиох II се развежда с Береника и отново се връща към първата си жена. През същата година умира в Ефес, където се намира при Лаодика, най-вероятно отровен от нея в резултат на придворен заговор. Властта преминава при Селевк II Калиник – неговия син от Лаодика.